# Марафон (фільм, 1919)
Марафон (англ. The Marathon) — американська короткометражна кінокомедія режисера Альфреда Дж. Гулдінга 1919 року.

## Сюжет
Хлопець намагається справити враження на дівчину, але його переслідують її батько і поліція в часі марафону.

## У ролях
- Гарольд Ллойд — Гарольд
- Снуб Поллард — Снуб
- Бібі Данієлс — дівчини
- Дороті Волперт — мати дівчини
- Семмі Брукс
- Лью Харві
- Воллес Хоу
- Бад Джеймісон
- Гас Леонард
- Гейлорд Ллойд